# Carl Klein
Pour les articles homonymes, voir Klein.
Johann Friedrich Carl Klein (15 septembre 1842 à Hanau - 23 juin 1907 à Berlin) est un minéralogiste et cristallographe allemand.

## Biographie
Carl Klein est habilité en 1868 à l'université de Heidelberg. En 1868, il y est devenu privat-docent et à partir de 1873, il devient professeur associé de cette université et, à partir de 1877, professeur de minéralogie à l'université de Göttingen. À Göttingen, il dirige l'Institut de minéralogie et de pétrographie et sa collection. En 1887, Klein se rend à l'université Humboldt de Berlin en qualité de professeur de géologie.
Klein introduit de nouvelles techniques microscopiques de polarisation pour étudier les minéraux et explore leurs propriétés optiques. L'étude des météorites constitue un autre de ses domaines de recherche. Il élargit la collection du musée d'histoire naturelle de Berlin la faisant passer de 217 à 500 spécimens.

## Adhésions et distinctions
En 1882, Klein est élu membre de la Leopoldina. En 1877, il est élu membre à part entière de l'Académie des sciences de Göttingen. En 1887, il devient membre de l'Académie des sciences de Berlin et en 1895, membre honoraire de la Société de minéralogie de Grande-Bretagne et d'Irlande (en).
Un nouveau minéral décrit par A. Sachs en 1905 reçut le nom de kleinite en son honneur.